# Lawrence West (Toronto Subway)

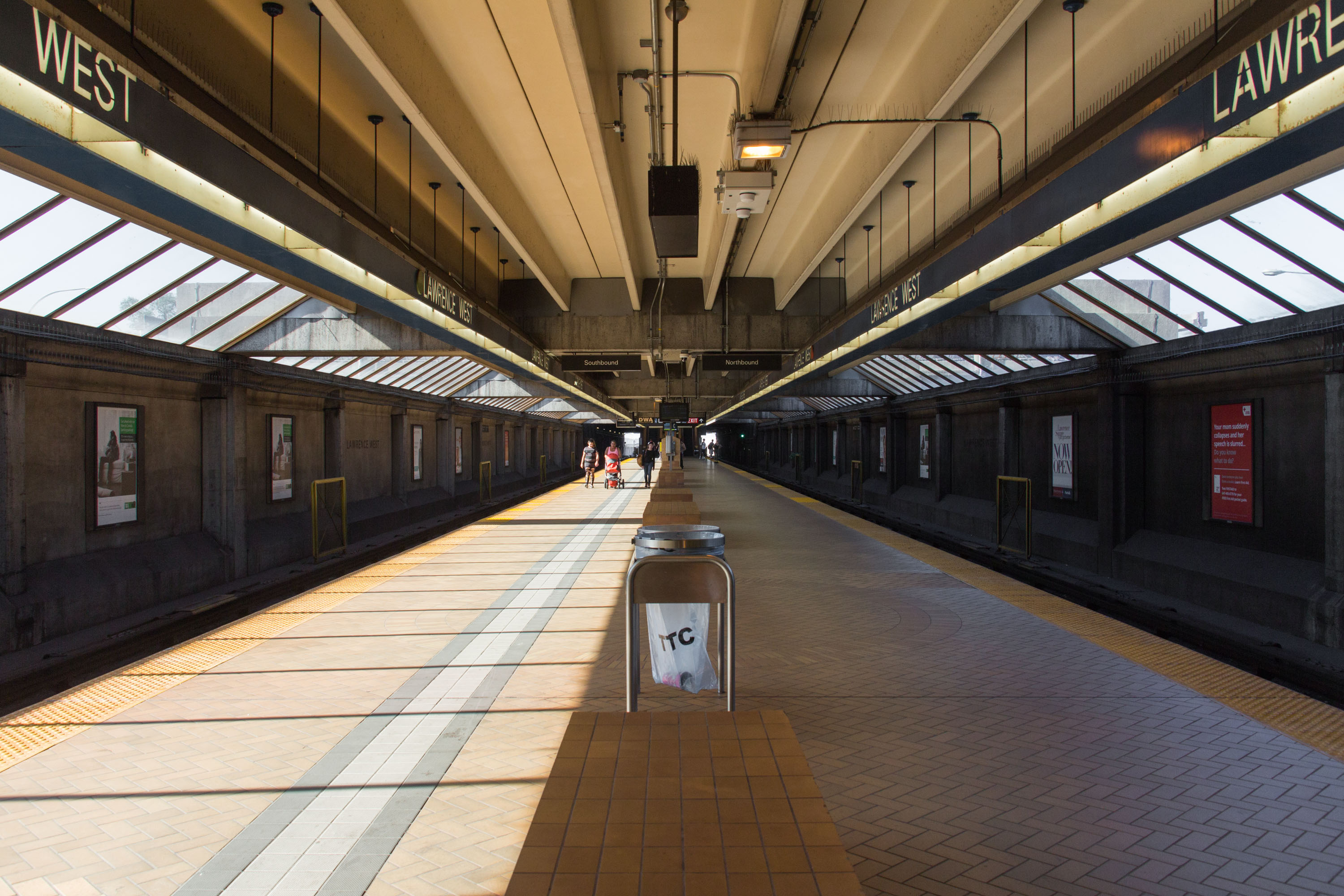
Blick auf den Bahnsteig

Lawrence West ist eine oberirdische U-Bahn-Station in Toronto. Sie liegt an der Yonge-University-Linie der Toronto Subway, an der Kreuzung von Allen Road und Lawrence Avenue. Die Station besitzt einen Mittelbahnsteig und wird täglich von durchschnittlich 19.740 Fahrgästen genutzt (2018).
Es bestehen Umsteigemöglichkeiten zu sechs Buslinien der Toronto Transit Commission, darunter zum Flughafen Toronto. Die Eröffnung der Station erfolgte am 28. Januar 1978, zusammen mit dem Abschnitt zwischen St. George und Wilson. 2014 wurden in der Haupthalle ein Aufzug, automatische Schiebetüren und neue Bahnsteigsperren installiert, um die Station barrierefrei zugänglich zu gestalten.
Die Station liegt im Mittelstreifen der Allen Road, einem mehrspurigen Zubringer zum Highway 401, unter der Brücke der Lawrence Avenue. Der umschlossene Bahnsteigbereich wird zusätzlich von einer Buswendeschleife mit Haltestellenzone überbrückt. Glaswände und breite Treppen akzentuieren die Offenheit der Station, das Glas wird von einem charakteristischen orangefarbenen Metallgitter eingefasst. Orange umrahmte Oberlichter im Bahnsteigdach lassen natürliches Tageslicht einfallen; die Sitzbänke sind prismenförmig und bestehen aus gelben, orangen und braunen Keramikfliesen. Ähnliche Fliesen schmücken den Boden und die Mittelpfeiler. Für die Gestaltung war das Architekturbüro Dunlop Farrow Aitken verantwortlich. Spacing… Aerial Highways, ein rund 90 Meter langes Fliesenwandbild von Claude Breeze, schmückt den Eingangsbereich an der Lawrence Avenue.